# والس بزرگ (فیلم)
والس بزرگ (انگلیسی: The Great Waltz) فیلمی آمریکایی در سبک زندگی‌نامه‌ای به کارگردانی ژولین دوویویه، ویکتور فلمینگ و جوزف فون اشترنبرگ است که در سال ۱۹۳۸ منتشر شد.

## بازیگران
از بازیگران آن می‌توان به لوئیز راینر، هنری هال، میلیزا کوریوس، هوگو هربرت و کورت بویس اشاره کرد.
- فرنان گروه
- لوئیز راینر
- میلیزا کوریوس
- لیونل اتویل
- هنری هال
- هوگو هربرت
- کورت بویس
- لئونید کینسکی
- Al Shean
- مینا گامبل
- هرمن بینگ
- زیگ رومان
- آلما کروگر
- برت روچ
- کریستین راب
- گرتا مایر
- اِلینور وَندِرویر
- پل وایگل